# Čachnov (nádraží)
Čachnov je železniční stanice v obci Krouna v okrese Chrudim. Leží v km 36,903 na neelektrizované jednokolejné trati Svitavy – Žďárec u Skutče mezi stanicemi Polička a Skuteč.

## Historie
Provoz stanice byl zahájen  16. října 1897, tedy společně se zprovozněním místní dráhy, která byla ve Skutči napojena na trať společnosti Rakouská severozápadní dráha (ÖNWB).

## Popis stanice
Ve stanici jsou dvě jednostranná nástupiště o délce 55 m. Na manipulační kolej navazuje vlečka do závodu Forest Svitavy.
Stanice je vybavena staničním zabezpečovacím zařízením ESA 33. V km 36,707 je železniční přejezd P6910 se silnicí III. třídy.

## Vodárna

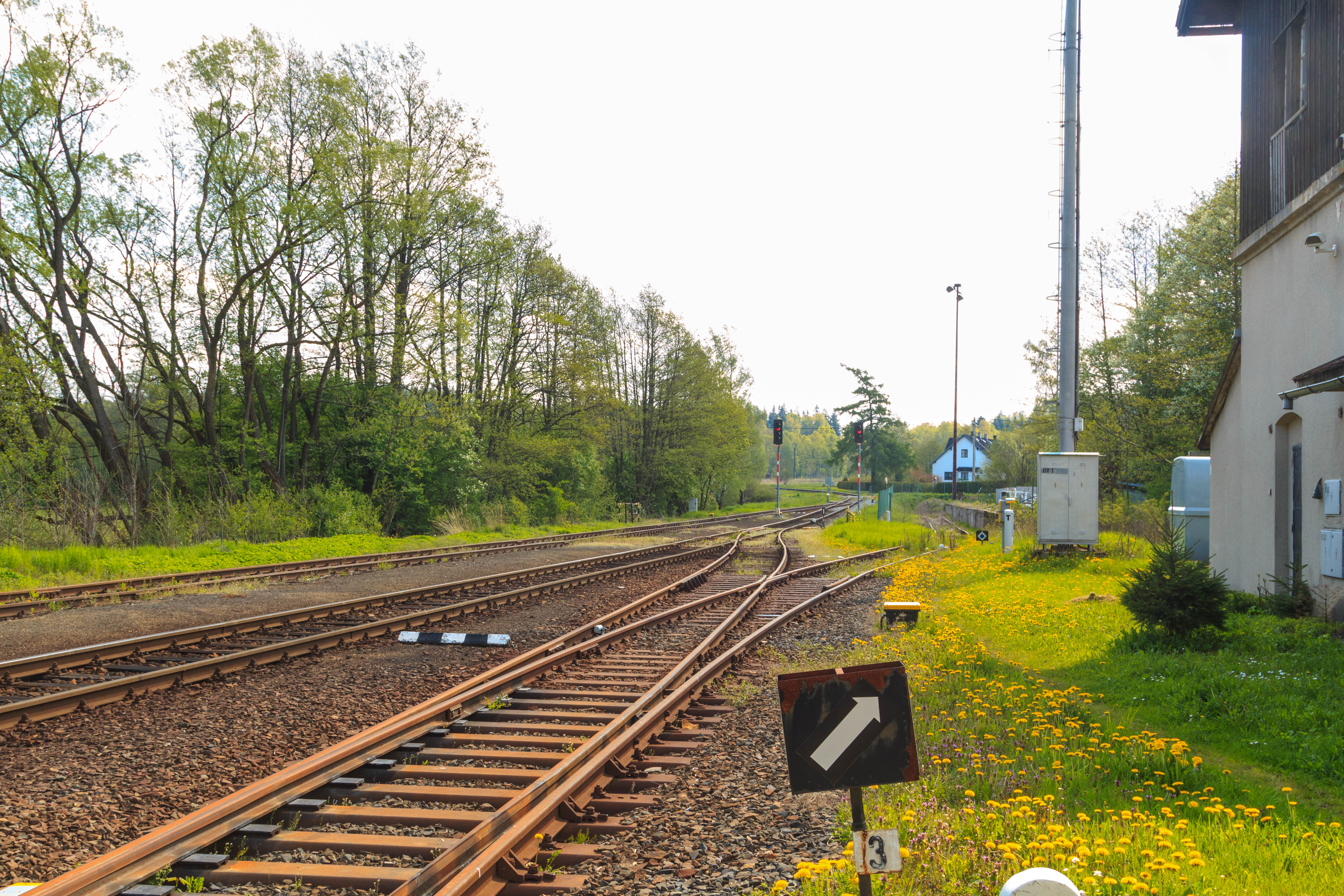
Na pravé straně je část vodárenské věže

Součásti stanice byl věžový vodojem, vodní jeřáby a čisticí jáma. Věžový vodojem byl zděná patrová stavba se sedlovou střechou. V bedněném patře byla umístěna ocelová pravoúhlá nádrž o objemu 26 m³. Voda byla čerpána ze studny, do které přitékala voda z potoka. Studna byla v těsné blízkosti věžového vodojemu.